# 민주면
민주면(閔周冕, 1629년∼1670년)은 조선 중기의 문신이다. 《동경잡기》를 지었다.

## 생애
1629년(인조 7)에 수령(守令)을 지낸 아버지 민진량(閔晉亮)과 첨정(僉正)을 지낸 유대이(兪大儞)의 딸인 어머니 사이에서 태어났다. 본관은 여흥(驪興)이고, 자는 장오(章五)며, 호는 수월당(水月堂)이다.
1648년(인조 26) 식년시(式年試)에 합격해 진사(進士)가 되었고, 1653년(효종 4) 알성 문과(謁聖文科)에 장원으로 급제했다.
민주면은 1660년(현종 1) 인천 부사(仁川府使: 종3품)로 임명된 후 그곳에 있는 자연도(紫燕島)의 국방 시설을 엄중히 감시했다. 1661년(현종 2)에는 경기 지방에 기근이 크게 들자 왕에게 상평창 곡식을 내어 고을 규모에 따라 차등 있게 지급해 달라고 요청하는 상소를 올려 성사하기도 했다.
이후 1665년 4월 길주 목사(吉州牧使: 정3품)를 거쳐, 같은 해 5월 광주 부윤(廣州府尹: 종2품)으로 부임하면서 지방관으로서 관직 경력을 보태어 갔다. 1667∼1668년(현종 8∼9)에 서울로 잠시 돌아와 왕명 출납을 담당하는 승정원 승지(承旨: 정3품)를 역임하기도 했지만, 1669년(현종 10) 다시 경주 부사(慶州府使: 종3품)으로 임명되었다. 그가 《동경잡기》를 편찬한 것도 바로 이러한 인연이 계기가 되었다.
민주면은 경주부사로 재직하던 1670년 4월 휴가를 얻어 서울로 올라가게 되었다. 그러던 중 그가 부재한 가운데 같은 해 6월 18일 경주부에서 진상(眞祥)이란 여자가 남편을 살해하는 사건이 벌어졌다. 사건의 책임 소재를 놓고 한 달여 동안의 논란 끝에 7월 17일 민주면의 파직으로 귀결되었다. 그리고 그해 민주면은 40여 세의 짧은 생애를 마감했다.